# Eduard Marhula
Eduard Marhula (8. prosince 1877 Vsetín – 6. května 1925 Ostrava) byl český skladatel a varhaník.

## Život
Po studiích na Varhanické škole v Brně u Leoše Janáčka se stal na téměř deset let varhaníkem a ředitelem kůru v Rožnově pod Radhoštěm a zároveň ředitelem hudební školy. Po odchodu do Ostravy-Mariánských Hor, kde přijal místo ředitele Hudební a varhanické školy Matice školské, se stal i místopředsedou Jednoty hudebních stavů, kde věnoval své síly boji za zlepšení hmotných poměrů hudebníků, varhaníků a ředitelů kůrů.
Po vzniku samostatného Československa v roce 1918 založil v Ostravě vojenskou hudbu 31. pluku a stal se jejím kapelníkem. Jeho zásluhou vznikla v Ostravě-Mariánských horách Hudební a varhanní škola. V jejím rámci bylo i středisko pro hudební vzdělávání učitelů.
Vedle svých pedagogických povinností byl však i velmi plodným a úspěšným skladatelem a některé jeho skladby byly provedeny v Rusku a v Americe. Eduard Marhula byl i redaktorem a spoluvydavatelem časopisu Hudební a divadelní obzor, tehdy jediného odborného hudebního periodika na Moravě.

## Dílo
Hudební dílo Eduarda Marhuly vycházelo z melodiky a tradic národních písní. Kromě drobných skladeb pro klavír a úprav lidových písní zanechal rozsáhlé dílo pro chrámové účely.

### Úpravy národních písní
- Kytice valašských písní
- Kytice slovenských písní
- Pěsničky Moravců z Hlučínska a Hlubčicka
- Rodnému kraji

### Sbory
- Holoubek
- Jarní vánek
- Hněv
- Kdo poslední je vlasti stráží
- 28. říjen

### Operety
- Ženská vojna (1913)
- V poutech lásky (1921)
- Děvčátko z hájovny (1921)
- Milion (nedokončeno)

### Chrámové skladby
Jeho tvorba pro chrámové účely je velmi rozsáhlá. Velkou oblibu si získaly zejména vánoční mše a pastorely.
- Valašská mše pastýřská
- Koledové mše
- Píseň vánoční
- Ave Maria pro alt